# Румейська література
Румейська література — література румеїв, етнолінгвістичної групи греків Приазов'я, написана румейською мовою, різновид новогрецької мови. У румейській літературі переважає поезія.
Румейська література розвивалася з другої половини ХІХ століття. Вона тісно пов'язана з фольклорною традицією румеїв, що ввібрала в себе риси культури народів, з якими румеї контактували — спочатку з кримськотатарською культурою, а пізніше з російською та українською.

## Історія

### Румейські рапсодії
Перший етап румейської літератури — творчість румейських рапсодій кінця XIX — початку XX століття, таких як Лівон Хонагбей (1853—1918) та Дем'ян Богадиця (1850—1906), а також поетів Христофора Папуша, Василя Шанона, Фросі Зурнаджи та Ілсивет Хараман. Твори цього періоду передавалися переважно в усно-пісенній формі, оскільки румеї втратили писемність ще до переселення до Приазов'я.

### Радянська доба

#### 1930-ті

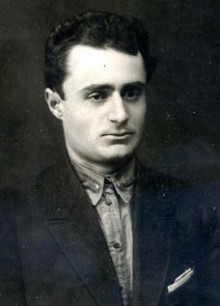
Георгій Костоправ (1903—1938), засновник румейської поезії

Наступний етап — румейська радянська література 1930-х років, заснована Георгієм Костоправом (1903—1938) та літературною групою, яку він очолював. Спочатку до літературної групи Костоправа входило дев'ять осіб, до 1937 року — понад тридцять. Молоді літератори писали переважно поетичні твори, користуюся малоянисольською та сартанською говіркою румейської мови. Вони публікувалися в Маріуполі в газеті «Колехтивістис», альманахах «Флогомінітрес спітес» та «Неотита», дитячому журналі «Піонерос». Преса того часу погано збереглася, але є зразки творчості таких поетів як Василь Галла, Алеко Діамандопуло та Данило Теленчі. Наприкінці 1930-х Костоправ та більшість членів його літературної групи були репресовані, а розвиток румейської літератури було зупинено.

#### 1962—1986
Третій етап розпочався після реабілітації покійного Костоправа у 1962 році. Радянська державна політика того часу не передбачала розвитку національної культури, тому твори Костоправа публікувалися в перекладах російською та українською мовами, а твори румейською мовою публікувалися переважно у самвидаві. У 1964—1986 роках вийшли 12 самвидавських збірок, дев'ять із яких складалися з перекладів творів класиків української, російської, грузинської літератури та інших подібних творів.
У 1973 році було видано збірку «Ленін живе» з віршами покійного Костоправа, а також поетів третього етапу Григорія Данченка, Леонтія Кір'якова та Антона Шапурми. Це була перша офіційно видана збірка того періоду румейською мовою, вона супроводжувалася паралельними перекладами українською мовою і була видана завдяки клопотанням відомого еллініста Андрія Білецького. Починаючи з цієї збірки, у румейській літературі стала використовуватись писемність на основі кирилиці, розроблена Білецьким.

#### Перебудова
Четвертий етап розпочався у період Перебудови у зв'язку з лібералізацією суспільно-політичного життя в Українській РСР. Цей етап пов'язаний з публікацією творів поетів, які представляли покоління Костоправа, так і з нових літераторів — Василя Бахтарова, Доната Патричи, Дмитра Пенеза, Федора Шебанця, Дмитра Папуша, Сергія Бикова, Анатолія Нейфельда, Миколи Хороша, Георгія Левченка, Наталі Харакоз.